# Домацини
Домацини (пол. Domacyny) — село в Польщі, у гміні Падев-Народова Мелецького повіту Підкарпатського воєводства.
Населення — 242 особи (2011).
У 1975-1998 роках село належало до Тарнобжезького воєводства.

## Демографія
Демографічна структура станом на 31 березня 2011 року:
|          | Загалом | Допрацездатний вік | Працездатний вік | Постпрацездатний вік |
| -------- | ------- | ------------------ | ---------------- | -------------------- |
| Чоловіки | 129     | 34                 | 80               | 15                   |
| Жінки    | 113     | 18                 | 69               | 26                   |
| Разом    | 242     | 52                 | 149              | 41                   |